# Buffalo Bills 2018
La stagione 2018 dei Buffalo Bills è stata la 59ª della franchigia, la 49ª nella National Football League, la quarta sotto la proprietà di Terry e Kim Pegula, e la seconda con Brandon Beane come general manager e Sean McDermott come capo-allenatore. La squadra tentava di raggiungere i playoff per il secondo anno consecutivo, dopo che nel precedente vi aveva fatto ritorno dopo 17 stagioni di assenza, non riuscendovi. Dopo avere svincolato il quarterback titolare delle precedenti stagioni, Tyrod Taylor, la squadra affidò la cabina di regia al rookie scelto nel primo giro Josh Allen. L'annata si chiuse al terzo posto della division con 6 vittoriea e 10 sconfitte.

## Pre-stagione

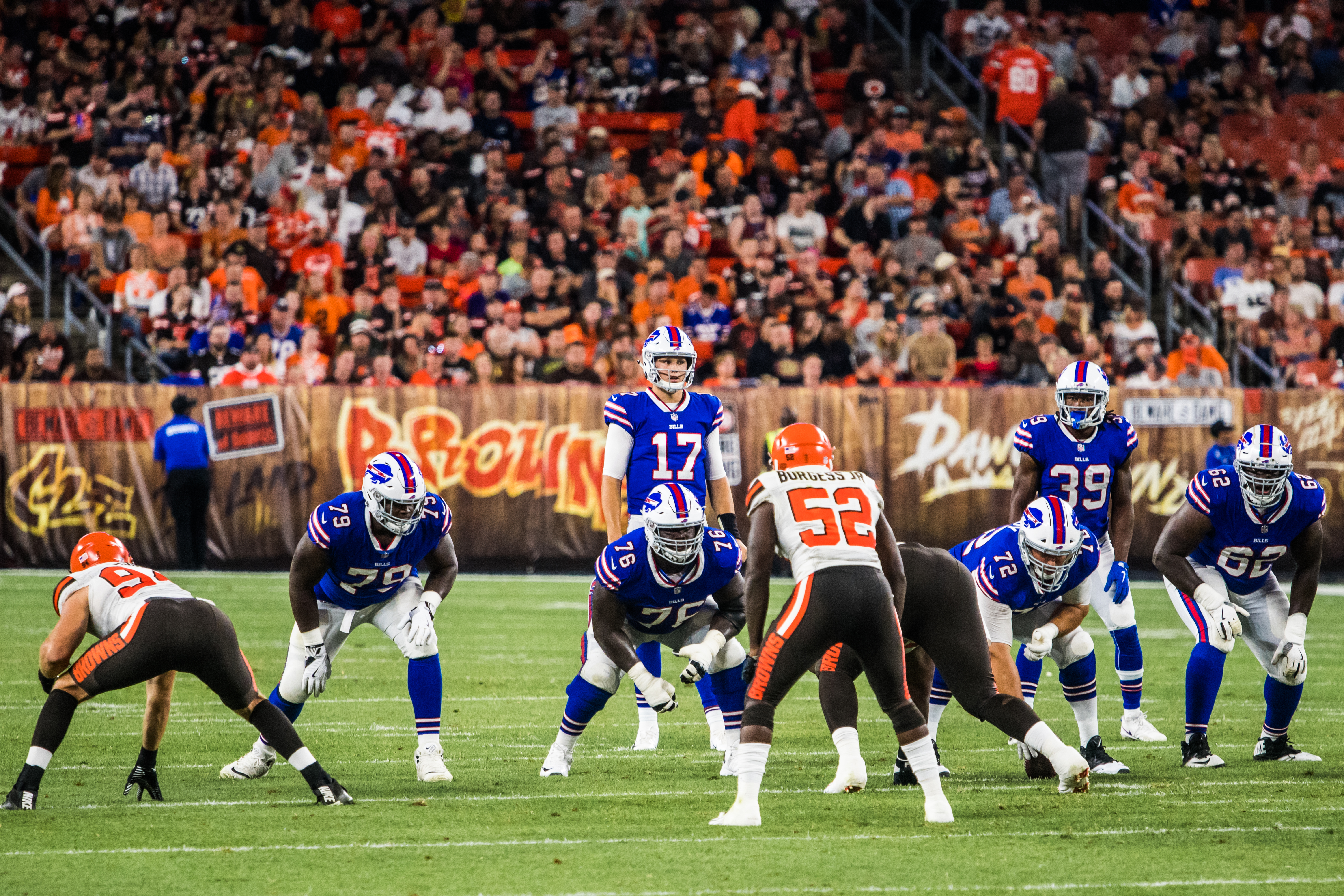
La partita contro i Browns della pre-stagione 2018

Il 1º maggio 2018, tre settimane dopo la fine della stagione 2017-18 dei Buffalo Sabres, il presidente della franchigia Russ Brandon annunciò di aver rassegnato le sue dimissioni dalla Pegula Sports and Entertainment. In una dichiarazione alla stampa, Brandon disse che la decisione di dimettersi fu presa quando raggiunse 20 anni di attività nell'organizzazione nel novembre del 2017, e che avrebbe adempiuto ai suoi incarichi con i Bills e coi Sabres per il resto della stagione prima di dimettersi. Da un'inchiesta del The Buffalo News, emerse che Brandon fosse sotto indagini interne riguardo relazioni inappropriate con alcune impiegate; né i Bills, né i Sabres e nemmeno Brandon menzionarono la vicenda nelle loro dichiarazioni.

## Acquisti e trasferimenti

### Cambiamenti nella dirigenza
| Ruolo      | Nome         | Causa      | Sostituto per il 2018 | Data           | Note |
| ---------- | ------------ | ---------- | --------------------- | -------------- | ---- |
| Presidente | Russ Brandon | Dimissioni | Kim Pegula            | 1º maggio 2018 |      |

### Free agency

#### Acquisti
| Ruolo | Giocatore         | Squadra nel 2017     | Data dell'ingaggio | Note                |
| ----- | ----------------- | -------------------- | ------------------ | ------------------- |
| CB    | Vontae Davis      | Indianapolis Colts   | 26 febbraio 2018   | 1 anno/$5 milioni   |
| RB    | Chris Ivory       | Jacksonville Jaguars | 6 marzo 2018       | 2 anni/$5,5 milioni |
| DE    | Owa Odighizuwa    | New York Giants      | 8 marzo 2018       | Riserva             |
| CB    | Rafael Bush       | New Orleans Saints   | 14 marzo 2018      | 2 anni/$4,5 milioni |
| DT    | Star Lotulelei    | Carolina Panthers    | 14 marzo 2018      | 5 anni/$50 milioni  |
| LB    | Julian Stanford   | New York Jets        | 14 marzo 2018      | 2 anni/$3 milioni   |
| LB/DE | Trent Murphy      | Washington Redskins  | 14 marzo 2018      | 2 anni/$5,5 milioni |
| QB    | A.J. McCarron     | Cincinnati Bengals   | 14 marzo 2018      | 2 anni/$10 milioni  |
| C     | Russell Bodine    | Cincinnati Bengals   | 19 marzo 2018      | 2 anni/5 milioni    |
| OT    | Marshall Newhouse | Oakland Raiders      | 19 marzo 2018      | 1 anno              |
| WR    | Jeremy Kerley     | New York Jets        | 16 aprile 2018     | 1 anno              |
| DT    | Tenny Palepoi     | Los Angeles Chargers | 16 aprile 2018     | 1 anno              |

#### Trasferimenti
| Ruolo | Giocatore          | Squadra nel 2018     | Data dell'ingaggio | Note |
| ----- | ------------------ | -------------------- | ------------------ | ---- |
| OT    | Seantrel Henderson | Houston Texans       | 14 marzo 2018      |      |
| LB    | Preston Brown      | Cincinnati Bengals   | 16 marzo 2018      |      |
| WR    | Deonte Thompson    | Dallas Cowboys       | 22 marzo 2018      |      |
| CB    | E.J. Gaines        | Cleveland Browns     | 23 marzo 2018      |      |
| WR    | Jordan Matthews    | New England Patriots | 6 aprile 2018      |      |

## Scelte nel Draft 2018
| Scelte dei Bills nel Draft 2018 |        |                   |       |                  |                 |
| Giro                            | Scelta | Giocatore         | Ruolo | College          | Note            |
| 1                               | 7      | Josh Allen        | QB    | Wyoming          | Da Tampa Bay    |
| 1                               | 16     | Tremaine Edmunds  | OLB   | Virginia Tech    | Da Baltimore    |
| 3                               | 96     | Harrison Phillips | DT    | Stanford         | Da Philadelphia |
| 4                               | 121    | Taron Johnson     | CB    | Weber St.        |                 |
| 5                               | 154    | Siran Neal        | S     | Jacksonville St. | Da Baltimore    |
| 5                               | 166    | Wyatt Teller      | G     | Virginia Tech    | Da Jacksonville |
| 6                               | 187    | Ray-Ray McCloud   | WR    | Clemson          | Da Cincinnati   |
| 7                               | 255    | Austin Proehl     | WR    | North Carolina   | Da Tampa Bay    |

Scambi di scelte

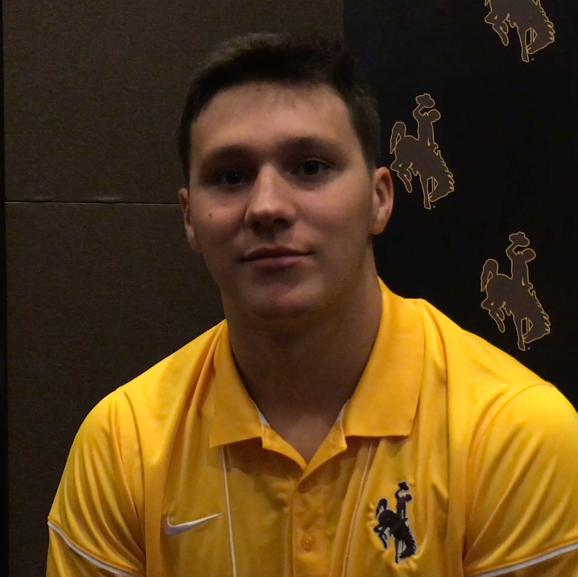
Josh Allen è stato scelto come settimo assoluto dai Bills nel Draft 2018

- I Bills scambiarono le loro scelte nel 1º e 2º giro (12ª, 53ª e 56ª assolute) a Tampa Bay in cambio delle scelte nel 1º e 7º giro (7ª e 255ª assolute) di questi ultimi.[18]
- I Bills scambiarono le loro scelte nel 1º e 3º giro (22ª e 65ª assolute) a Baltimore in cambio delle scelte nel 1º e 5º giro (16ª e 154ª assolute) di questi ultimi.[19]
- I Bills scambiarono le loro scelte nel 1º e 5º giro (21ª e 158ª assolute) e il loro offensive tackle Cordy Glenn a Cincinnati in cambio delle scelte nel 1º e 6º giro (12ª e 187ª assolute) di questi ultimi.[20]
- I Bills scambiarono la loro scelta nel 1º giro nel 2017 (10ª assoluta) a Kansas City in cambio della scelta nel 1º giro (22ª assoluta), e le loro scelte nel 1º e 3º giro nel 2017 (27ª e 91ª assolute) di questi ultimi.
- I Bills scambiarono la loro scelta nel 6º giro (195ª assoluta) e il loro wide receiver Sammy Watkins ai Los Angeles Rams in cambio della scelta nel 2º giro (56ª assoluta) e del cornerback E.J. Gaines di questi ultimi.
- I Bills scambiarono il loro quarterback Tyrod Taylor a Cleveland in cambio della scelta nel 3º giro (65ª assoluta) di questi ultimi.[20]
- I Bills scambiarono la loro scelta nel 3º giro (85ª assoluta), il loro quarterback Cardale Jones e la loro scelta nel 7º giro che ricevettero dai Los Angeles Chargers (234ª assoluta) a Carolina in cambio del wide receiver Kelvin Benjamin di questi ultimi.
- I Bills scambiarono in loro cornerback Ronald Darby a Philadelphia in cambio della scelta nel 3º giro (96ª assoluta) e del wide receiver Jordan Matthews di questi ultimi.
- I Bills scambiarono il loro defensive tackle Marcell Dareus a Jacksonville in cambio di una scelta condizionale nel 6º giro, che poi diventò una scelta nel 5º giro (166ª assoluta), dopo che Dareus rimase con i Jaguars per il resto della stagione 2017 e riuscì a partecipare ai play-off.
- I Bills scambiarono la loro scelta nel 7º giro (239ª assoluta) a Green Bay in cambio del linebacker Lerentee McCray di questi ultimi.

| Giocatori/scelte acquisite                                                             | Da                 | Data dello scambio | Giocatori/scelte scambiate                                                                           | Fonte  |
| -------------------------------------------------------------------------------------- | ------------------ | ------------------ | --- | ------ |
| Scelta nel 3º giro del 2018 (65ª assoluta)                                             | Cleveland Browns   | 14 marzo 2018      | QB Tyrod Taylor                                                                                      | [ 21 ] |
| Scelta nel 1º giro del 2018 (12ª assoluta) Scelta nel 6º giro nel 2018 (187ª assoluta) | Cincinnati Bengals | 14 marzo 2018      | T Cordy Glenn Scelta nel 1º giro del 2018 (21ª assoluta) Scelta nel 5º giro del 2018 (158ª assoluta) | [ 22 ] |
| WR Corey Coleman                                                                       | Cleveland Browns   | 5 agosto 2018      | Scelta nel 7º giro nel 2020                                                                          | [ 23 ] |
| Scelta nel 5º giro ne 2019                                                             | Oakland Raiders    | 1º settembre 2018  | QB A.J. McCarron                                                                                     | [ 24 ] |

## Staff
| Staff dei Buffalo Bills nel 2018 |
| --- |
| Organi dirigenziali - Proprietario/CEO – Terry Pegula - Proprietaria/Presidente – Kim Pegula - General manager – Brandon Beane - Assistente del general manager – Joe Schoen - Direttore dell'organico giocatori – Dan Morgan - Direttore degli osservatori – Terrance Gray - Vicepresidente dell'amministrazione sportiva senior – Jim Overdorf - Assistente del direttore degli osservatori – Lake Dawson - Direttore del personale – Malik Boyd Capo allenatore Sean McDermott Altri allenatori - Preparatore atletico – Eric Ciano - Assistente p.a. – Hal Luther - Assistente p.a. – Jason Oszvart - Assistente p.a. – Mark Loecher - Assistente p.a. - Will Greenberg Allenatori dell'attacco - Coordinatore offensivo – Brian Daboll - Quarterback – David Culley - Running Back – Kelly Skipper - Wide Receiver – Terry Robiskie - Tight End – Rob Boras - Offensive line/Coordinatore del gioco su corsa – Juan Castillo (giocatore di football americano) - Assistente offensive line – Andrew Dees - Assistente offensivo – Chad Hall - Assistente offensivo – Shea Tierney - Assistente offensivo – William Vlachos - Assistente offensivo/Progetti speciali difensivi – Marc Lubick Allenatori della difesa - Coordinatore difensivo – Leslie Frazier - Defensive Line – Bill Teerlinck - Assistente Defensive Line – Aaron Whitecotton - Linebacker – Bob Babich - Defensive Back – John Butler - Safety – Bobby Babich - Assistente difensivo – Jim Salgado - Controllo qualità della difesa – John Egorugwu Allenatori dello special team - Special Team – Danny Crossman - Assistente Special Team – Matt Smiley |

## Roster
| Roster dei Buffalo Bills nel 2018 |
| --- |
| Quarterback - 2 Nathan Peterman - 17 Josh Allen - 3 Derek Anderson - 5 Matt Barkley Running Back - 25 LeSean McCoy - 33 Chris Ivory - 42 Patrick DiMarco FB - 45 Marcus Murphy Wide Receiver - 13 Kelvin Benjamin - 18 Andre Holmes - 11 Zay Jones - 14 Ray-Ray McCloud - 19 Isaiah McKenzie - 10 Terrelle Pryor Tight End - 85 Charles Clay - 80 Jason Croom - 82 Logan Thomas Offensive Linemen - 73 Dion Dawkins T - 68 Conor McDermott T - 79 Jordan Mills T - 74 Jeremiah Sirles G - 65 Ike Boettger G - 62 Vladimir Ducasse G - 76 John Miller G - 75 Wyatt Teller G - 72 Ryan Groy C - 66 Russell Bodine C Defensive Linemen - 55 Jerry Hughes DE - 90 Shaq Lawson DE - 93 Trent Murphy DE - 54 Eddie Yarbrough DE - 98 Star Lotulelei DT - 99 Harrison Phillips DT - 95 Kyle Williams DT - 97 Jordan Phillips DT Linebacker - 57 Lorenzo Alexander OLB - 49 Tremaine Edmunds MLB - 50 Ramon Humber OLB - 44 Deon Lacey OLB - 58 Matt Milano OLB - 51 Julian Stanford OLB Defensive Back - 27 Tre'Davious White CB - 47 Levi Wallace CB - 38 Ryan Lewis CB - 24 Taron Johnson CB - 30 Lafayette Pitts CB - 20 Rafael Bush FS - 21 Jordan Poyer FS - 23 Micah Hyde SS - 29 Siran Neal SS Special Team - 69 Reid Ferguson LS - 6 Colton Schmidt P - 4 Steven Hauschka K Lista delle riserve - 26 Taiwan Jones RB (IR) - 22 Vontae Davis CB (Left Squad) - 7 Cory Carter P (IR) - 9 Corey Bojorquez P (IR) Squadra di allenamento - 35 Keith Ford RB - 16 Robert Foster WR - 15 Hunter Sharp WR - 89 Keith Towbridge TE - 56 Mike Love DE - 91 Kyle Peko DT - 96 Robert Thomas DT - 52 Corey Thompson OLB - 31 Dean Marlowe FS 53 attivi, 4 inattivi, 9 nella squadra di allenamento |
| Legenda - I rookie sono in corsivo. - Il primo ruolo è il principale mentre gli eventuali successivi indicano i ruoli secondari. - (IR) sta per Injured Reserve ed indica la lista ristretta per un solo giocatore infortunato che può tornare ad allenarsi dopo la settimana 6 e a rientrare in prima squadra dopo che questa ha giocato 8 partite. - (NF-Inj.) / (NF-Ill.) stanno rispettivamente per Non-Football Injured e Non-Football Illness ed indicano le liste dove viene inserito un giocatore che ha un infortunio o una malattia non dipendente dal football americano. - (PUP) sta per Physically Unable to Perform ed indica la lista dove viene inserito un giocatore mentre è in attesa di recuperare la condizione fisica. Nella stagione regolare dopo la sesta partita giocata dalla propria squadra, il giocatore ha tempo tre settimane per riprendere ad allenarsi, più tre settimane aggiuntive dal suo rientro agli allenamenti per rientrare in prima squadra. |

## Calendario

### Precampionato
Il calendario del precampionato dei Bills è stato annunciato l'11 aprile 2018. Per la prima volta dal 2005, i Detroit Lions, che affronteranno nella settimana 15, non sono inclusi nel calendario della precampionato.
| Precampionato |       |               |               |              |                     |           |        |                     |      |         |
| Settimana     | Data  | Ora           | Data italiana | Ora italiana | Avversario          | Risultato | Record | Stadio              | TV   | Sintesi |
| 1             | 09/08 | 7:00 p.m. EDT | 10/08         | 01:00        | Carolina Panthers   | S 23–28   | 0–1    | New Era Field       | WKBW | Sintesi |
| 2             | 17/08 | 7:30 p.m. EDT | 18/08         | 01:30        | at Cleveland Browns | V 19–17   | 1–1    | FirstEnergy Stadium | NFLN | Sintesi |
| 3             | 26/08 | 4:00 p.m. EDT | 26/08         | 22:00        | Cincinnati Bengals  | S 13–26   | 1–2    | New Era Field       | Fox  | Sintesi |
| 4             | 30/08 | 8:00 p.m. EDT | 31/08         | 02:00        | Chicago Bears       | V 28–27   | 2–2    | Soldier Field       |      | Sintesi |

### Stagione regolare
Il calendario della stagione è stato annunciato il 19 aprile 2018.
| Stagione regolare |                         |                    |                    |                    |                    |
| Turno             | Avversario              | Risultato          | Record             | Stadio             | Sintesi            |
| 1                 | at Baltimore Ravens     | S 3–47             | 0–1                | M&T Bank Stadium   | Recap              |
| 2                 | Los Angeles Chargers    | S 20–31            | 0–2                | New Era Field      | Recap              |
| 3                 | at Minnesota Vikings    | V 27–6             | 1–2                | U.S. Bank Stadium  | Recap              |
| 4                 | at Green Bay Packers    | S 0–22             | 1–3                | Lambeau Field      | Recap              |
| 5                 | Tennessee Titans        | V 13–12            | 2–3                | New Era Field      | Recap              |
| 6                 | at Houston Texans       | S 13–20            | 2–4                | NRG Stadium        | Recap              |
| 7                 | at Indianapolis Colts   | S 5–37             | 2–5                | Lucas Oil Stadium  | Recap              |
| 8                 | New England Patriots    | S 6–25             | 2–6                | New Era Field      | Recap              |
| 9                 | Chicago Bears           | S 9–41             | 2–7                | New Era Field      | Recap              |
| 10                | at New York Jets        | V 41–10            | 3–7                | MetLife Stadium    | Recap              |
| 11                | Settimana di pausa      | Settimana di pausa | Settimana di pausa | Settimana di pausa | Settimana di pausa |
| 12                | Jacksonville Jaguars    | V 24–21            | 4–7                | New Era Field      | Recap              |
| 13                | at Miami Dolphins       | S 17–21            | 4–8                | Hard Rock Stadium  | Recap              |
| 14                | New York Jets           | S 23–27            | 4–9                | New Era Field      | Recap              |
| 15                | Detroit Lions           | V 14–13            | 5–9                | New Era Field      | Recap              |
| 16                | at New England Patriots | S 12–24            | 5–10               | Gillette Stadium   | Recap              |
| 17                | Miami Dolphins          | V 42–17            | 6–10               | New Era Field      | Recap              |

Note
- Gli avversari della propria division sono in grassetto.

## Classifiche

### Division
| AFC East             | AFC East | AFC East | AFC East | AFC East | AFC East | AFC East | AFC East | AFC East |
| vedi • disc. • mod.  | V        | S        | P        | PCT      | DIV      | CONF     | PF       | PS       |
| -------------------- | -------- | -------- | -------- | -------- | -------- | -------- | -------- | -------- |
| New England Patriots | 10       | 5        | 0        | .667     | 3–0      | 6–2      | 331      | 259      |
| Miami Dolphins       | 8        | 8        | 0        | .500     | 3–1      | 5–4      | 244      | 300      |
| Buffalo Bills        | 4        | 8        | 0        | .333     | 1–2      | 3–6      | 178      | 293      |
| New York Jets        | 3        | 9        | 0        | .250     | 0–4      | 2–7      | 243      | 307      |
|                      |          |          |          |          |          |          |          |          |
|                      |          |          |          |          |          |          |          |          |

### Conference
| American Football Conference           | American Football Conference | American Football Conference | American Football Conference | American Football Conference | American Football Conference | American Football Conference | American Football Conference | American Football Conference | American Football Conference | American Football Conference |
| Pos.                                   | Squadra                      | Division                     | V                            | S                            | P                            | PCT                          | DIV                          | CONF                         | SOS                          | SOV                          |
| -------------------------------------- | ---------------------------- | ---------------------------- | ---------------------------- | ---------------------------- | ---------------------------- | ---------------------------- | ---------------------------- | ---------------------------- | ---------------------------- | ---------------------------- |
| Capolista di Division                  |                              |                              |                              |                              |                              |                              |                              |                              |                              |                              |
| 1                                      | Kansas City Chiefs           | West                         | 12                           | 4                            | 0                            | .750                         | 5–1                          | 10–2                         | .480                         | .401                         |
| 2                                      | New England Patriots         | East                         | 11                           | 5                            | 0                            | .688                         | 5–1                          | 8–4                          | .482                         | .494                         |
| 3                                      | Houston Texans               | South                        | 11                           | 5                            | 0                            | .688                         | 4–2                          | 9–3                          | .471                         | .435                         |
| 4                                      | Baltimore Ravens             | North                        | 10                           | 6                            | 0                            | .625                         | 3–3                          | 8–4                          | .496                         | .450                         |
| Wild Card                              |                              |                              |                              |                              |                              |                              |                              |                              |                              |                              |
| 5                                      | Los Angeles Chargers         | West                         | 12                           | 4                            | 0                            | .750                         | 4–2                          | 9–3                          | .477                         | .422                         |
| 6                                      | Indianapolis Colts           | South                        | 10                           | 6                            | 0                            | .625                         | 4–2                          | 7–5                          | .465                         | .456                         |
| Non qualificati per i play-off         |                              |                              |                              |                              |                              |                              |                              |                              |                              |                              |
| 7                                      | Pittsburgh Steelers          | North                        | 9                            | 6                            | 1                            | .594                         | 4–1–1                        | 6–5–1                        | .504                         | .448                         |
| 8                                      | Tennessee Titans             | South                        | 9                            | 7                            | 0                            | .563                         | 3–3                          | 5–7                          | .520                         | .465                         |
| 9                                      | Cleveland Browns             | North                        | 7                            | 8                            | 1                            | .469                         | 3–2–1                        | 5–6–1                        | .516                         | .411                         |
| 10                                     | Miami Dolphins               | East                         | 7                            | 9                            | 0                            | .438                         | 4–2                          | 6–6                          | .469                         | .446                         |
| 11                                     | Denver Broncos               | West                         | 6                            | 10                           | 0                            | .375                         | 2–4                          | 4–8                          | .523                         | .464                         |
| 12                                     | Cincinnati Bengals           | North                        | 6                            | 10                           | 0                            | .375                         | 1–5                          | 4–8                          | .535                         | .448                         |
| 13                                     | Buffalo Bills                | East                         | 6                            | 10                           | 0                            | .375                         | 2–4                          | 4–8                          | .523                         | .411                         |
| 14                                     | Jacksonville Jaguars         | South                        | 5                            | 11                           | 0                            | .313                         | 1–5                          | 4–8                          | .549                         | .463                         |
| 15                                     | New York Jets                | East                         | 4                            | 12                           | 0                            | .250                         | 1–5                          | 3–9                          | .506                         | .438                         |
| 16                                     | Oakland Raiders              | West                         | 4                            | 12                           | 0                            | .250                         | 1–5                          | 3–9                          | .547                         | .406                         |
| Criteri di spareggio                   |                              |                              |                              |                              |                              |                              |                              |                              |                              |                              |
| 1. 2. 3. 4. 5. 6. 7. 8. 9. 10.         |                              |                              |                              |                              |                              |                              |                              |                              |                              |                              |
| Legenda                                |                              |                              |                              |                              |                              |                              |                              |                              |                              |                              |
| w — wild card ottenuta                 |                              |                              |                              |                              |                              |                              |                              |                              |                              |                              |
| x — partecipazione ai playoff ottenuta |                              |                              |                              |                              |                              |                              |                              |                              |                              |                              |
| y — campioni di division               |                              |                              |                              |                              |                              |                              |                              |                              |                              |                              |
| z — salto del primo turno di play-off  |                              |                              |                              |                              |                              |                              |                              |                              |                              |                              |
| * — vantaggio del campo ottenuto       |                              |                              |                              |                              |                              |                              |                              |                              |                              |                              |

## Premi

### Pro Bowler
Kyle Williams, selezionato al posto dell'infortunato Jurrell Casey, è stato l'unico giocatore dei Bills convocato per il Pro Bowl 2019 a Orlando, Florida.

### Premi settimanali e mensili
- Matt Milano:

difensore della AFC della settimana 3
- Steven Hauschka:

giocatore degli special team della AFC della settimana 10
- Josh Allen:
- giocatore offensivo della AFC della settimana 17[29]
- Tremaine Edmunds:

rookie difensivo del mese di dicembre